# Trehörningstjärnen (Degerfors socken, Västerbotten, 717032-168308)
Trehörningstjärnen är en sjö i Vindelns kommun i Västerbotten och ingår i Sävaråns huvudavrinningsområde. Sjön har en area på 0,287 kvadratkilometer och ligger 263 meter över havet.

## Delavrinningsområde
Trehörningstjärnen ingår i det delavrinningsområde (717039-168247) som SMHI kallar för Mynnar i Petisträsket. Medelhöjden är 275 meter över havet och ytan är 10,69 kvadratkilometer. Det finns inga avrinningsområden uppströms utan avrinningsområdet är högsta punkten. Vattendraget som avvattnar avrinningsområdet har biflödesordning 3, vilket innebär att vattnet flödar genom totalt 3 vattendrag innan det når havet efter 119 kilometer. Avrinningsområdet består mestadels av skog (67 procent) och sankmarker (23 procent). Avrinningsområdet har 0,28 kvadratkilometer vattenytor vilket ger det en sjöprocent på 2,7 procent.